# Xã Loam, Quận Cavalier, Bắc Dakota
Xã Loam (tiếng Anh: Loam Township) là một xã thuộc quận Cavalier, tiểu bang Bắc Dakota, Hoa Kỳ. Năm 2010, dân số của xã này là 41 người.